# كأس الخليج العربي 2014 المجموعة ب
المجموعة B من بطولة كأس الخليج العربي لكرة القدم 2014 تتألف من الإمارات العربية المتحدة (البطل) و الكويت و العراق و عمان.

## ترتيب
| فريق                     | لعب | ف | ت | خ | له | عليه | ف.أ | نقاط |
| ------------------------ | --- | - | - | - | -- | ---- | --- | ---- |
| عمان                     | 3   | 1 | 2 | 0 | 6  | 1    | 5+  | 5    |
| الإمارات العربية المتحدة | 3   | 1 | 2 | 0 | 4  | 2    | 2+  | 5    |
| الكويت                   | 3   | 1 | 1 | 1 | 3  | 7    | 4−  | 4    |
| العراق                   | 3   | 0 | 1 | 2 | 1  | 4    | 3−  | 1    |

### مفاتيح جدول الترتيب
| مفاتيح الألوان في جدول الترتيب | مفاتيح الألوان في جدول الترتيب                                                            |
| ------------------------------ | ----------------------------------------------------------------------------------------- |
|                                | اللون الأخضر يشير إلى الفرق الفائزة وثواني المجموعات والتي استطاعت الصعود إلى دور الأربعة |
|                                | اللون الأحمر يشر إلى الفرق التي لم تستطيع الصعود لدور الأربعة                             |

## مباريات

### الإمارات× عمان
| الإمارات العربية المتحدة | 0-0 | عُمان |
| ------------------------ | --- | ---- |
|                          |     |      |

### العراق× الكويت
| العراق | 1-0 | الكويت         |
| ------ | --- | -------------- |
|        |     | فهد العنزي 90' |

### الإمارات× الكويت
| الإمارات العربية المتحدة | 2-2 | الكويت                  |
| ------------------------ | --- | ----------------------- |
| مبخوت 18' 35'            |     | يوسف 37' بدر المطوع 39' |

### العراق× عمان
| العراق        | 1-1 | عُمان                 |
| ------------- | --- | -------------------- |
| ياسر قاسم 14' |     | كانو 51' (ضربة جزاء) |

### الكويت× عمان
| الكويت | 0 : 5 | عُمان |
| ------ | ----- | --- |
|        |       | 44'عبدالعزيز حميد المقبالي · 45'سعيد سالم الرزيقي · 48'سعيد سالم الرزيقي · 59'سعيد سالم الرزيقي · 90'عبدالعزيز حميد المقبالي |

### الإمارات× العراق
| الإمارات العربية المتحدة    | 2 : 0 | العراق |
| --------------------------- | ----- | ------ |
| 50'علي مبخوت · 62'علي مبخوت |       |        |